# Campeonato Mundial de Voleibol Feminino Sub-21
Campeonato Mundial de Voleibol Feminino Sub-21 é um torneio de voleibol realizado a cada dois anos pela Federação Internacional de Voleibol (FIVB) para jogadoras com até 21 anos. Sua primeira edição foi realizada em 1977 no Brasil.

## História
A competição começou a ser disputada em 1977 e nas duas primeiras edições a Coreia do Sul sagrou-se campeã, sendo estes seus únicos títulos. Também representando a Ásia, a China se apresenta como uma boa competidora nas categorias de base, tendo quatro títulos.
Ao longo das 23 edições já realizadas um total de 13 países subiram ao pódio, sendo o Brasil o maior medalhista e também o maior campeão com seis títulos. Somam-se ao seleto grupo de campeões a Itália e a Rússia com três (um título russo como União Soviética), Cuba com dois e Alemanha, Japão e República Dominicana com um título cada.
Em 22 de março de 2022, o Conselho de Administração da FIVB publicou decisão da alteração da categoria de idade do torneio, modificando o que antes era sub-20 para sub-21, a fim de equipará-lo ao Campeonato Mundial Sub-21 Masculino.

## Quadro de medalhas
| Ordem | País                 | Medalha de ouro | Medalha de prata | Medalha de bronze | Total |
| ----- | -------------------- | --------------- | ---------------- | ----------------- | ----- |
| 1     | Brasil               | 6               | 5                | 4                 | 15    |
| 2     | China                | 4               | 3                | 6                 | 13    |
| 3     | Itália               | 3               | 3                | 1                 | 7     |
| 4     | Rússia               | 3               | 1                | 3                 | 7     |
| 5     | Coreia do Sul        | 2               | 2                | 2                 | 6     |
| 6     | Cuba                 | 2               | 1                | 0                 | 3     |
| 7     | Japão                | 1               | 3                | 6                 | 10    |
| 8     | República Dominicana | 1               | 1                | 0                 | 2     |
| 9     | Alemanha             | 1               | 0                | 0                 | 1     |
| 10    | Sérvia               | 0               | 2                | 0                 | 2     |
| 11    | Peru                 | 0               | 1                | 0                 | 1     |
| 11    | Ucrânia              | 0               | 1                | 0                 | 1     |
| 13    | Polônia              | 0               | 0                | 1                 | 1     |